# (612931) 2005 CA79
(612931) 2005 CA79 ist ein großes transneptunisches Objekt im Kuipergürtel, das bahndynamisch als Resonantes KBO (Twotino) eingestuft wird. Aufgrund seiner Größe gehört der Asteroid zu den Zwergplanetenkandidaten.

## Entdeckung
(612931) 2005 CA79 wurde am 1. Februar 2005 von einem Astronomenteam, bestehend aus Mike Brown (CalTech), Chad Trujillo (Gemini) und Dave Rabinowitz (Yale), im Rahmen des Near-Earth-Asteroid-Tracking-Projekts (NEAT) mit dem 1,2–m–Oschin-Schmidt-Teleskop am Palomar-Observatoriums des California Institute of Technology (CalTech) in Kalifornien entdeckt. Die Entdeckung wurde am 1. September 2007 zusammen mit 2003 UY413, 2003 UZ413, 2004 NT33, 2005 CB79 und 2005 UQ513 bekanntgegeben.
Nach seiner Entdeckung ließ sich (612931) 2005 CA79 auf Fotos vom 19. Dezember 2001, die ebenfalls im Rahmen des NEAT-Programmes am Palomar-Observatorium gemacht wurden, zurückgehend identifizieren und so seinen Beobachtungszeitraum um vier Jahre verlängern, um so seine Umlaufbahn genauer zu berechnen. Seither wurde der Planetoid durch verschiedene erdbasierte Teleskope beobachtet. Im September 2018 lagen insgesamt 212 Beobachtungen über einen Zeitraum von 17 Jahren vor. Die bisher letzte Beobachtung wurde im März 2018 am Pan-STARRS-Teleskop (PS1) durchgeführt. (Stand 14. März 2019)

## Eigenschaften

### Umlaufbahn
(612931) 2005 CA79 umkreist die Sonne in 328,93 Jahren auf einer elliptischen Umlaufbahn zwischen 37,13 AE und 58,17 AE Abstand zu deren Zentrum. Die Bahnexzentrizität beträgt 0,221, die Bahn ist 11,67° gegenüber der Ekliptik geneigt. Derzeit ist der Planetoid 37,90 AE von der Sonne entfernt. Das Perihel durchlief er das letzte Mal 2003, der nächste Periheldurchlauf dürfte also im Jahre 2332 erfolgen.
Die große Halbachse von 2005 CA79 befindet sich am äußeren Rand des Kuipergürtels, der sogenannten Kuiper-Klippe (englisch Kuiper cliff) bei 47 AE.
Sowohl Marc Buie (DES) als auch das Minor Planet Center klassifizieren den Planetoiden als Twotino (RKBO 1:2); letzteres führt ihn auch als Nicht-SDO und allgemein als «Distant Object».

### Größe
Derzeit wird von einem Durchmesser von 373 km ausgegangen, basierend auf einem Rückstrahlvermögen von 8 % und einer absoluten Helligkeit von 5,6 m. Ausgehend von diesem Durchmesser ergibt sich eine Gesamtoberfläche von etwa 437.000 km2.
Da es denkbar ist, dass sich 2005 CA79 aufgrund seiner Größe im hydrostatischen Gleichgewicht befindet und somit weitgehend rund sein könnte, erfüllt er möglicherweise die Kriterien für eine Einstufung als Zwergplanet. Mike Brown geht davon aus, dass es sich bei (612931) 2005 CA79 um vielleicht einen Zwergplaneten handelt.
| Jahr                                         | Abmessungen km | Quelle   |
| -------------------------------------------- | -------------- | -------- |
| 2018                                         | 404,0          | Johnston |
| 2018                                         | 373,0          | Brown    |
| Die präziseste Bestimmung ist fett markiert. |                |          |